# Maria Bakunin
Maria Bakunin, nota anche come Marussia Bakunin (Krasnojarsk, 2 febbraio 1873 – Napoli, 17 aprile 1960), è stata una chimica e biologa italiana, figlia del rivoluzionario e filosofo russo Michail Bakunin e zia del matematico Renato Caccioppoli.

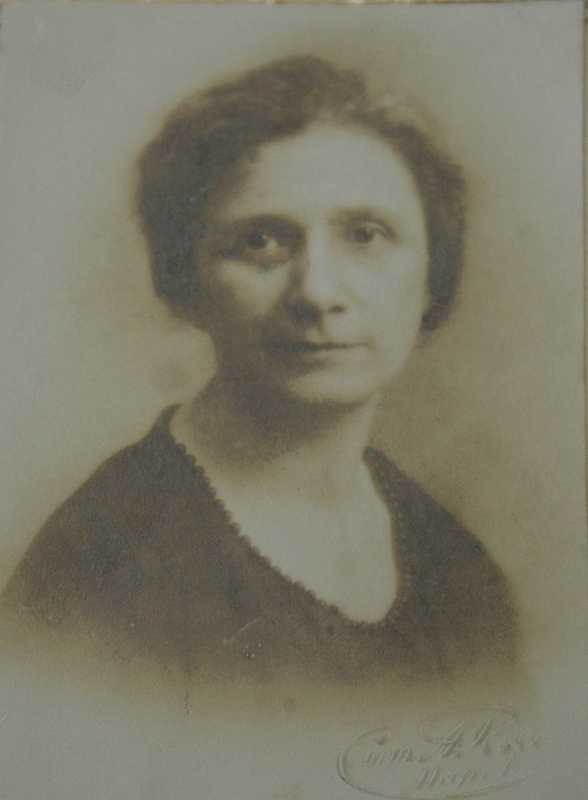
Ritratto di Maria Bakunin nel suo stato matricolare come professore ordinario all'Università Federico II di Napoli

È ricordata per i suoi significativi contributi al progresso della chimica organica e all'emancipazione femminile nel campo delle scienze. Fu la prima donna a essere eletta socia dell'Accademia nazionale dei Lincei nella classe delle scienze fisiche.

## Biografia
Ufficialmente Maria era la terzogenita di Antonina Kwiatkowska, chiamata familiarmente Antonia o Antossia, e del filosofo e anarchico russo Michail Bakunin. La madre, nata intorno al 1840, era la figlia di Ksawery Vasilevič Kwiatkowski, bielorusso, e Julia di Michatowska, polacca, e sposò Bakunin nel 1858. Dopo svariati anni molto movimentati la coppia viaggiò in Italia e trascorse un lungo periodo a Napoli dove nel giugno del 1865 conobbe l'avvocato anarchico Carlo Gambuzzi. Il primo figlio di Antonia, Carlo nacque nel 1868, dieci anni dopo la celebrazione del matrimonio. Benché il bambino fosse stato ufficialmente riconosciuto da Bakunin, nel 1869 il filosofo riconobbe in una sua lettera che Carlo Gambuzzi era l'"effettivo sposo" della moglie. Alla morte di Bakunin nel 1876, Antonia e Carlo si sposarono ed ebbero un'ultima figlia, Tatiana.
Maria studiò a Napoli, prima al liceo Umberto I e poi s'iscrisse all'Università di Napoli presso la facoltà di chimica. Nel 1890, a soli 17 anni, lavorò come "preparatore" nei laboratori dell'università, ottenendo nel 1895 la laurea in chimica con una tesi sulla stereochimica. Presso la medesima università ricevette la cattedra di chimica, che tenne fino alla collocazione in posizione di professore emerito. Insegnò chimica applicata e chimica tecnologica organica presso la Scuola politecnica dal 1909 e chimica organica presso la Facoltà di scienze dal 1940.
Si dedicò alla creazione della mappa geologica d'Italia: i suoi studi si rivolsero, in particolare, agli "scisti bituminosi" (rocce dolomitiche straterellate scure perché ricche in materia organica, o kerogene, e di resti di pesci fossili), consentendo l'avvio della produzione di ittiolo, nei Monti Picentini nell'area salernitana.
Fu zia del noto matematico napoletano Renato Caccioppoli. Nel 1938, dopo un discorso antifascista del celebre nipote, riuscì a farlo liberare convincendo gli inquisitori della sua incapacità di intendere e di volere, facendolo passare per folle e internandolo per qualche tempo in manicomio.

### Affiliazioni e riconoscimenti
Fu accolta come socia dell'Accademia Pontaniana, nel 1905, lo stesso anno in cui fu nominata socia della Società Nazionale di Scienze Lettere e Arti in Napoli.
Dopo la seconda guerra mondiale, nel 1944, Benedetto Croce la volle presidente dell'Accademia Pontaniana, la prima persona a occupare questa carica dopo la ricostituzione dell'accademia nel periodo post-bellico.
Fu socia dell'Accademia delle scienze fisiche e naturali, di cui ricoprì la presidenza nel 1932 e nel 1952. Fu anche nella Società dei Naturalisti in Napoli dal 1922 e nell'Istituto d'Incoraggiamento di Napoli.
Fu socio corrispondente dell'Accademia Nazionale dei Lincei, carica a cui fu nominata il 15 febbraio 1947, lo stesso giorno dell'ammissione a socio del nipote Renato Caccioppoli.